# Рамирес, Кандидо
Ка́ндидо Рами́рес (исп. Cándido Saúl Ramírez Montes; родился 5 июня 1993 года в Леоне, Мексика) — мексиканский футболист, атакующий полузащитник клуба «Масатлан» и сборной Мексики.

## Клубная карьера
Рамирес родился в Леоне и является выпускником академии одноимённого клуба. В 2008 он выступал за резервную команду «Леона», а затем играл за команды четвёртого дивизиона — «Атлетико Сан-Франциско», «Сапатерос Гарра Леонеза» и «Юнион Леон». Он стал лучшим бомбардиром четвёртого мексиканского дивизиона, забив в 93 матчах 45 голов.
Летом 2011 Кандидо стал игроком «Сантос Лагуна». Тренер «Сантоса» Бенджамин Галиндо предоставил ему шанс проявить себя 11 декабря 2011 года в матче против «Тигреса». Это было его единственное появление в Апертуре 2011 года. Полгода спустя он помог Сантосу выиграть чемпионат приняв участие в 17 матчах. Рамирес также принимал участие в розыгрыше Лиги чемпионов КОНКАКАФ, где он добрался со своей командой до финала. 4 октября 2012 года в матче против «Атласа», забил свой первый гол за клуб и помог команде победить, 2-1.
В июне 2013 года Рамирес был отдан в аренду в клуб УНАМ Пумас в обмен на Эдуардо Эрреру. 21 июля в матче против «Пуэблы» он дебютировал за новую команду.
13 ноября 2013 года Рамирес был арендован клубом «Монтеррей» с правом дальнейшего выкупа. По окончании сезона, летом 2014 года выкуп контракта был осуществлён. 2 февраля в матче против УАНЛ Тигрес он дебютировал за новый клуб, заменив во втором тайме Нери Кардосо. 6 апреля в поединке против своего бывшего клуба «Сантос Лагуна» Кандидо забил свой первый гол за «Монтеррей».
Летом 2016 года Рамирес на правах аренды перешёл в «Атлас». 31 июля в матче против «Веракруса» он дебютировал за новую команду. 7 августа в поединке против «Монаркас Морелия» Кандидо забил свой первый гол за «Атлас».

## Международная карьера
В 2012 году был приглашен тренером молодёжной сборной Мексики, Луисом Фернандо Тене, в национальную команду для участия в международном турнире во французском Тулоне. Сборная Мексики выиграла турнир, а Кандидо стал одним из лучших игроков турнира, забив два гола. Он отличился в полуфинальном матче против сборной Голландии, а финальном матче против сборной Турции помимо забитого гола, Рамрес был признан лучшим футболистом поединка.
Рамирес дебютировал за национальную сборную Мексики 11 февраля 2016 года в товарищеском матче со сборной Сенегала, заменив во втором тайме Юргена Дамма.
В 2016 году Рамирес принял участие в Кубке Америки в США. На турнире он был запасным и на поле не вышел.

### Голы за сборную Мексики (до 23)
| #   | Дата            | Место                    | Противник  | Счёт | Результат | Соревнование         |
| --- | --------------- | ------------------------ | ---------- | ---- | --------- | -------------------- |
| 01. | 22 февраля 2012 | Несауалькойотль, Мексика | Торос Неса | 4:0  | 4:2       | Товарищеский матч    |
| 02. | 30 мая 2012     | Авиньон, Франция         | Нидерланды | 2:2  | 4:2       | Турнир в Тулоне 2012 |
| 03. | 1 июня 2012     | Йер, Франция             | Турция     | 1:0  | 3:0       | Турнир в Тулоне 2012 |

## Достижения
Командные
 «Сантос Лагуна»
- Чемпионат Мексики по футболу — Клаусура 2012